# Susanne Preissl
Susanne Preissl (* 1986 in Wien) ist eine österreichische Schauspielerin, Performerin und Kulturmanagerin.

## Leben
Susanne Preissl wurde 1986 in Wien geboren und ist dort aufgewachsen. Nach dem Abschluss der Matura arbeitete sie im Rahmen des Europäischen Freiwilligendiensts ein halbes Jahr in einer walisischen Psychiatrie, wo sie in einer Schauspieltruppe mitmachte. Nach ihrer Rückkehr nach Wien wurde sie an der Schauspielschule Krauss angenommen und erlangte 2009 ihren Abschluss. Anschließend spielte sie an der Wiener Volksoper, am Kosmos Theater Wien, am Theater Drachengasse und dem Stadttheater Mödling. Zusammen mit Sophie Berger gründete sie 2011 das Theater Jugendstil. Der Verein greift Themen von Jugendlichen auf und spielt diese an niederösterreichischen Schulen. Der Verein erhielt 2015 für seine Verdienste den Anerkennungspreis des Kulturpreises des Landes Niederösterreich. Neben ihrer Theatertätigkeit spielt Preissl auch in Fernsehserien und -filmen, so unter anderem im Tatort.
Preissl studierte an der Universität für Musik und darstellende Kunst Wien im Masterstudiengang Kulturmanagement und erhielt ihren Abschluss im Jahr 2018. Sie arbeitet seitdem neben ihrer Schauspielerei auch als Kulturmanagerin, wodurch sie unterschiedliche Kulturinitiativen und -veranstaltungen organisiert und kaufmännisch berät.
Ende der 2010er Jahre lernte Susanne Preissl ihren Freund Hesam bei einem Tinderdate kennen. Sie heiratete den Iraner im Sommer 2021 in Großriedenthal.

## Filmografie
- 2015: Die unglaubliche Tragödie von Richard III. (Fernsehfilm)
- 2015: SOKO Donau (Fernsehserie, 1 Folge)
- 2017: Romeo & Julia: Ohne Tod kein Happy End (Fernsehfilm)
- 2018: DaNachHier
- 2025: Tatort: Wir sind nicht zu fassen! (Fernsehreihe)